# Bärbel Reetz
Bärbel Reetz (* 30. Juli 1942 in Hameln) ist eine deutsche Schriftstellerin.

## Leben und Schaffen
Bärbel Hanna Ruth Reetz, geb. Scheffler, wurde am 30. Juli 1942 in Hameln an der Weser geboren, wo sie aufwuchs und die Schulzeit verbrachte. 1950 erkrankte sie an Polio, eine einschneidende physische wie auch psychische Erfahrung.
Nach Abitur und Studium arbeitete Bärbel Reetz als Lehrerin und führte freiberuflich ihre bereits am Ende ihrer Schulzeit begonnene Tätigkeit als Literatur- und Theater-Rezensentin fort. In den 1980er Jahren begann sie Lyrik und Kurzprosa in Zeitschriften und Anthologien (u. a. Jahrbuch der Lyrik, Reclam) zu veröffentlichen.
Seit 1992 erschienen ihre Arbeiten auch in Einzelausgaben. Einige wurden ins Französische, Italienische, Spanische, Koreanische und Slowakische übersetzt.
Seit 1993 Konzeption und Durchführung von Wort & Musik-Projekten, sowie Zusammenarbeit mit bildenden Künstlern, u. a. mit Barbara Brandhorst im Ausstellungsprojekt Schattenspiegel (Lübeck 1997 / Reykjavik 1999).
Von 1997 bis 2006 war sie Jurymitglied der Detlev von Liliencron Poetik Dozentur der Christian Albrechts Universität zu Kiel.
Bärbel Reetz ist verheiratet und hat zwei Söhne. Sie lebt in Berlin.

## Werke

### Einzelausgaben
- zugvogelfrau – Gedichte (Frankfurt am Main 1992).
- Emmy Ball-Hennings. Leben im Vielleicht – Biographie (Frankfurt am Main 2001).[4]
- Zeitsprung – Erzählung (Frankfurt am Main 2002).[4]
- Abgetaucht – Kurzgeschichten  (Frankfurt am Main 2004).[4]
- Die russische Patientin – Roman (Frankfurt am Main 2006).[4]
- Lenins Schwestern – Roman (Frankfurt am Main 2008).[4]
- Hesses Frauen – Biographie (Berlin 2012).[4]
- Das Paradies war für uns. Emmy Ball Hennings und Hugo Ball. – Biographie. (Berlin 2015).[4][5]
- Berlin Marienstraße 23 – Biografie eines Hauses (Zürich, 2021).[6]

### Texte in Anthologien (Auswahl)
- Die Strandläuferin, in: Liebe ohne Masken. (Frankfurt/München 1993).
- Virginia oder die Gleichzeitigkeit, in: Stimmen von morgen (München 1994).
- Einspänner, in Liebesgeschichten. Ein Lesebuch. (Frankfurt a. M. 2004).
- „Je suis là. Pardon.“ – Emmy Hennings et Dada-Zurich, in: Dada circuit total. (Lausanne 2005).
- Doppelt, in: Freundinnen, Feindinnen. Frauengeschichten. (Frankfurt a. M. 2007).
- Madonna-Mosaik – alphabetisch, in: Madonna und wir. (Frankfurt a. M. 2008).
- Weihnachten geschlossen, in: Der 24. Dezember. (Berlin 2011).
- Schnee bis in tiefe Lagen, in: Weihnachten in den Alpen. (Berlin 2013).
- Aus Land, aufs Land! in: Sommerausflüge. Die schönsten Geschichten vom Wegfahren. (Berlin 2013).
- Nächstes Jahr bei uns, in: Diesmal bei uns. (Berlin 2014).
- Engelchen, in: Alles Lametta. Neue Weihnachtsgeschichten. (Berlin 2015).
- Gans ohne Blümchen, in: Die Katze unterm Weihnachtsbaum. (Berlin 2017).
- Carona - Eine Fußreise auf den Spuren von Hermann Hesse – in: Erlebte Orte (Berlin 2023)

### Herausgaben
- Hermann Hesse. Briefwechsel 1921–1927 mit Hugo Ball und Emmy Ball-Hennings. Herausgegeben und kommentiert von Bärbel Reetz. (Frankfurt 2003).
- Emmy Ball-Hennings und Hugo Ball. Seiltänzer noch im Dunkeln. Gedichte, Briefe und Zeichnungen ausgewählt und mit einem Vorwort versehen von Bärbel Reetz (Heidelberg 2022).

### Wort- und Musik-Projekte (Auswahl)
- 1993 Zwei Veranstaltungen zu Johannes Brahms/Klaus Groth/Hans Olde d. Ä. (Hans Kock Stiftung Kiel).
- 1994 Sechs Veranstaltungen zu Detlev von Liliencron (Hans Kock Stiftung Kiel).
- 1995 Sechs Veranstaltungen zu Friedrich Nietzsche (Hans Kock Stiftung Kiel).
- 1996 Meer – Mythos – und mehr. Lyrisches Intermezzo an Bord STS Sedov (Kiel).
- 1997 Detlev Liliencron – champion of the world. (Kulturviertel, Kiel).
- 1999 „Nie habe ich mein Dasein so sehr gefühlt“. Der Weimarer Musenhof entdeckt Arkadien. In Zusammenarbeit mit Heide Hollmer. Musikalische Leitung: Cord Garben. (Schloß zu Kiel).

### Theater
- 1999 Emmy 1 – 2 – 3 (Theaterwerkstatt Pilkentafel, Flensburg).
- 2016 Die Balls (sogarTheater, Zürich).

## Auszeichnungen
- 1994: Bettina-von-Arnim-Preis[7]
- 1995: Dillinger Literaturpreis
- 1996: Preis „Kultur aktuell“ des Landes Schleswig-Holstein für das Liliencron-Projekt
- 1997: Preis der Künstlergilde Esslingen
- 2021: Preis der Internationalen Hermann Hesse Gesellschaft[8]

Ihre Arbeiten und Recherchen wurden u. a. von der Stiftung Pro Helvetia gefördert.